# マクデブルクのメヒティルト

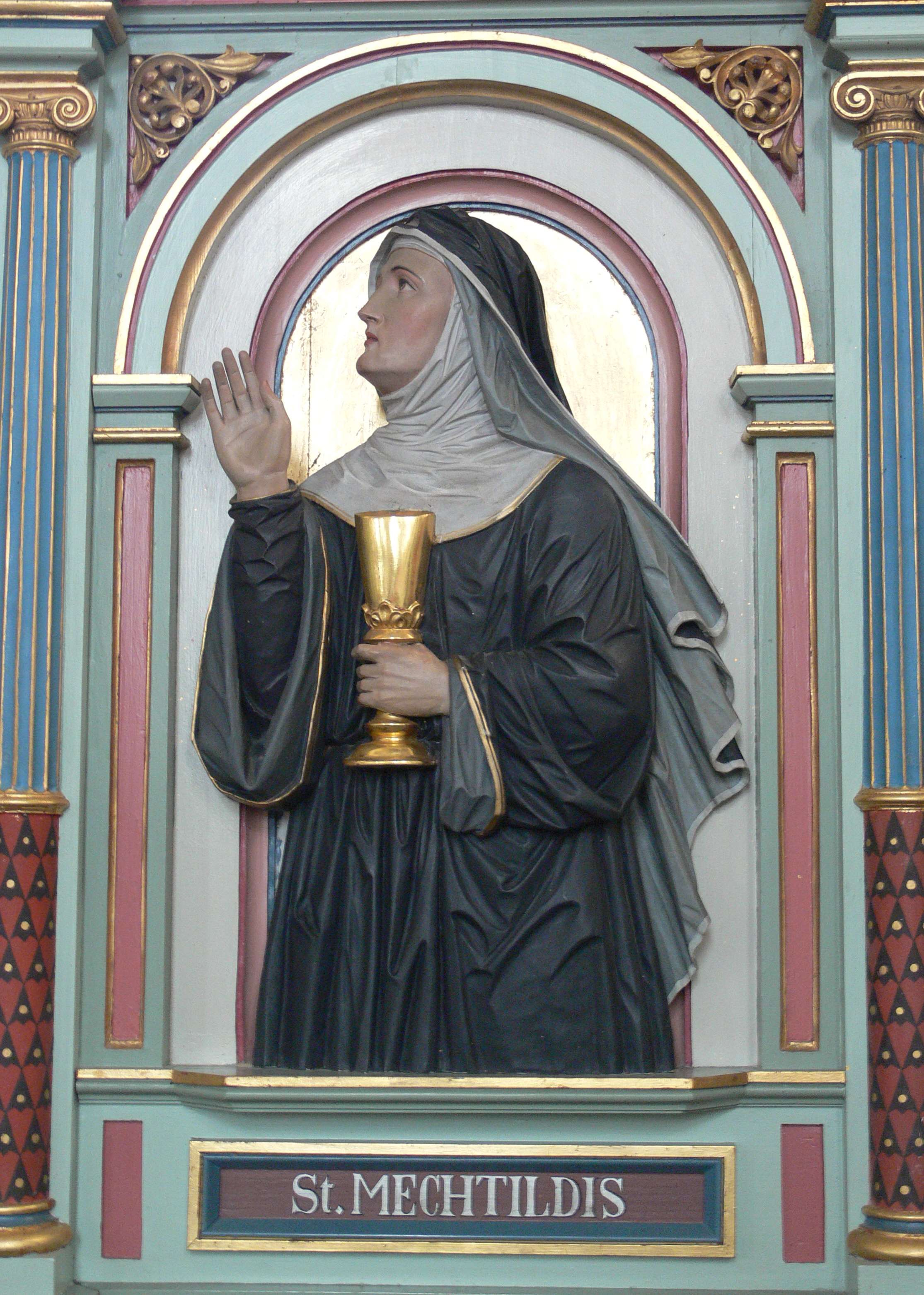

マクデブルクのメヒティルト（Mechthild von Magdeburg, 1207年頃 - 1282年頃）は、ドイツのキリスト教神秘思想家。主著は『神性の流れる光』。哲学者及び神秘家として、当時の知的文学の中では珍しく中低ドイツ語（中世の低地・北部ドイツ語)によって著作をした。その人生の大部分を一人での活動に費やしたが、晩年はヘルフタ（de:Helfta）の修道院にて過ごした。

## 生涯
メヒティルトに関しては、明確な伝記的記録が不足しているため、彼女の生涯に関する情報のほとんどは、彼女の作品中に散見される記述からなっている。それらによると、メヒティルトは、ザクセンの高貴な一族として生まれ、12歳の時に聖霊の幻視を初めて経験しているとされる。
1219年、メヒティルトは「神の呼び声」と神のあいさつを受けた。それはその後の彼女の人生において毎日続いた。
メヒティルトは20歳の時、神の声に従って一切を放棄し、神に奉仕することを決めた。
1230年ころには生家を離れ、マクデブルクにおいて、ベギン（ベギン会の会員）となった。彼女はそのベギンたちの組織の中において指導的立場に立ったと考えられている。
メヒティルトはこのペギンとしての生活をおよそ40年間送る。このマクデブルクにおいて、メヒティルトはドミニコ会の修道士と知り合い、ドミニコ会の第3会員となった。
メヒティルトがドミニコ会の著作をたくさん読んだことは明らかである。
メヒティルトは修道者たちの怠慢さ、神学的な見識に対する異議申し立てなどにより、教会の高位の聖職者を批判した。これは大きな反発を受け、メヒティルトの著作物を焼き捨てるようにと要求した者たちもいた。メヒティルトは多くの批判の対象となった。年齢が進むにつれて、一人で生活することが困難になり、目も見えなくなっていった。
メヒティルトは1272年にヘルフタ（Helfta）の修道院に入った。ここの修道者たちは、メヒティルトを保護し、そして彼女の晩年を支えることを申し出た。そしてこの修道院でメヒティルトは、彼女が経験した数多くの神の啓示を著作として書き残した。この修道院と修道院長が、この60歳を超えた健康に優れず、社会的に孤立した女性を受け入れたことについて、多くのことが語られている。例えば、メヒティルトが彼女が単に修道院に居住し、礼拝などの宗教行事には参加していたのか、修道女として誓いを立て、この修道院の正式な修道女となったかどうかは不明である。ヘルフタの修道女たちは高度に教育され、そして神秘主義についての重要な作品はメヒティルトの若い同世代者たちによって生かされた。
メヒティルトがいつ死んだかは明らかになっていない。1282年だと一般的に言われているが、1290年代まで生きたとする学者もいる。
メヒティルトは修道院内の敷地に埋葬されたと考えられるが、その墓標は特定されていない。

## 著作
メヒティルトはマグテブルグで20年間、自分の神体験について、厳しく沈黙していた。しかし1250年頃から彼女の聴罪司祭ドミニコ会士・ハインリヒ・フォン・ハレ（Heinrich von Halle）の指示に従い中低ドイツ語（中世の低地・北部ドイツ語）で霊魂内の神体験記録を記録し始めた。
メヒティルトの著作は1250年と1280年の間に執筆された7冊で構成される『神性の流れる光』(Das fließende Licht der Gottheit)である。最初の5冊は、およそ1260年までに書かれ、その後10年間で第6冊を書きあげており、1265年頃からメヒティルトの聴罪司祭で霊的指導者のドミニコ会士・ハインリヒ・フォン・ハレによる監修が行われている。その後1272年前後にヘルフタの修道院に加わってから、前6冊と文調の色合いが異なる第7冊を書き加えている。
初版は消失しているが、第2写本は現存している。1290年前後で、上記ドミニコ会士が7冊中の6冊をラテン語に翻訳している。また、14世紀の中頃に教区司祭のハインリヒ・フォン・ネルトリンゲン（de:Heinrich of Nördlingen）が上部（南部）ドイツ語に翻訳した。この版は1冊が完全な形で現存し、3冊は断片的な形で残っている。
メヒティルトの作品は15世紀において忘れ去られたが、19世紀になって再発見、出版された。「ドイツ神秘主義の最初の大作」(Das erste große Werk deutscher Mystik)とされる彼女の作品は、学術的関心と祈りの文学的作品双方の文献として研究が続けられている。

## 思想
メヒティルトの思想でのキーワードは、「身体」と言われる。これは3つの段階からなる。
- 第1の段階では「身体」は、魂が神と合一することを邪魔する障害にすぎないが、メヒティルトは肉体を敵視する無意味な禁欲苦行へとは走らず、むしろ肉体への蔑視を、神との床入りで魂が最上の官能を感じるのを準備するものとする。

- 第2の段階において、「身体」はキリストが人となって降下したことの象徴として、積極的な救済史上の意味を持つ。イエスを身体で感じようとする。

- 第3の段階では「身体」がイエスの受難の苦しみを共有することにより、肉体を罪から解放する受難神学へと発展させる。この時、「身体」はキリストの痛みを共有する媒体となる。このことは神の「愛の賜物」が三様の形で贈られていることを意味する。

この思想はメヒティルトが幻視を通じて打ち立てて行ったとされる。メヒティルトは、この主張を神という夫、敬虔な女性を花嫁に例える床入りの寓意、いわば花嫁神秘主義という形で展開した。その表現はメヒティルトの意図するところではなかったがエロチックとする者もおり、危険視されることにもなった。

## 日本語訳書
- 植田兼義訳「神性の流れる光」（『キリスト教神秘主義著作集』第4巻Ⅰに収録）、教文館、1996年
- 香田芳樹訳『神性の流れる光』、創文社、1999年